# DKW NZ 500
Die DKW NZ 500 ist ein Motorrad der Auto Union AG. Sie ist das letzte und leistungsstärkste Modell der 1938 eingeführten, drei Hubraumklassen umfassenden NZ-Reihe. Bedingt durch die Auswirkungen des Zweiten Weltkrieges ist die NZ-Reihe die letzte in der Geschichte des Herstellers aus dem DKW-Stammwerk in Zschopau.

## Modellgeschichte und Technik

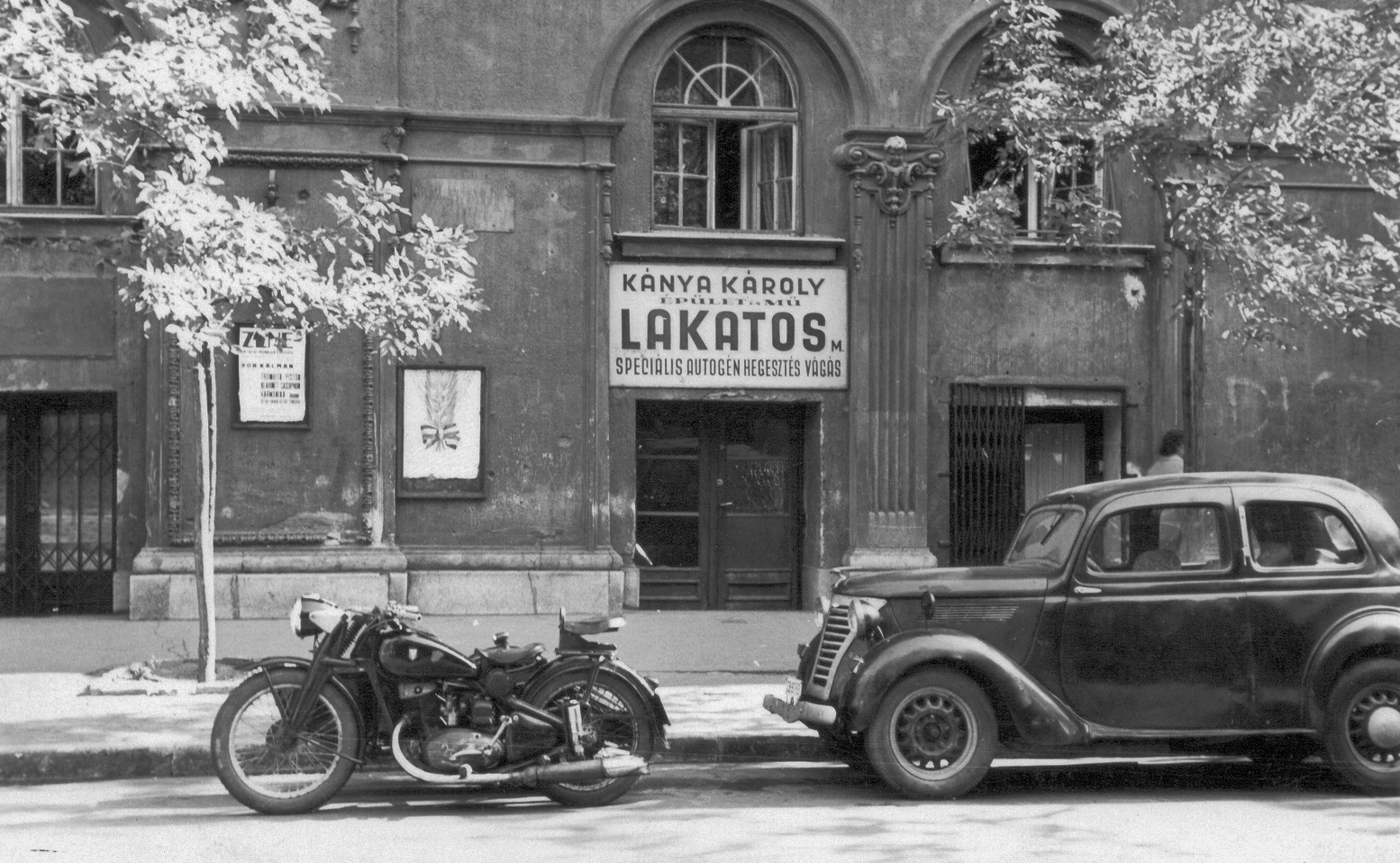
DKW NZ 500 mit Beiwagen, Budapest 1950

Die NZ-Typenreihe war eine Neuentwicklung der Auto Union und bereits im Herbst 1936 serienreif, wurde aber angesichts der anhaltend hohen und sogar steigenden Verkaufszahlen der SB-Baureihe erst rund zwei Jahre später in Serie produziert und löste die SB-Modelle ab. Für die Modelle der NZ-Reihe wurden baugleiche Rahmen verwendet. Die gegenüber den Schwestermodellen NZ 250 und NZ 350 bedeutenden Änderungen sind die Motoraufhängung sowie die erstmals bei einem DKW-Motorrad eingebaute Hinterradfederung. Augenfällig sind die geschlossenen Gabelscheiden mit außenliegenden Schwinghebeln am Vorderbau. Zusätzlich zur Schraubenfeder erhielt die Parallelogrammgabel eine hydraulische Dämpfung.
Waren die spiegelbildlichen Pressstahl-Rahmenhälften bei den Modellen der SB-Typenreihe noch miteinander verschraubt, wurden diese durch Fortschritte in den Schweißtechniken bei den NZ-Typen umlaufend miteinander verschweißt. Auch weitere Rahmenverbindungen wurden geschweißt. Aufgrund des hohen Strombedarfs konnte dies nur nachts durchgeführt werden, wenn ausreichend Kapazität im Stromnetz vorhanden war.
Die NZ 500 verfügt über ein 4-Gang-Getriebe, das wahlweise mit kombinierter Hand-Fuß-Schaltung bedient wird. Statt der früheren Stirnzahnräder ist eine Primärkette zwischen Kurbelwelle und dem mit dem Motor in einem gemeinsamen Gehäuse verblockten Getriebe eingebaut.
Die Auto Union pries das Modell in einem Verkaufsprospekt von 1939 mit folgenden Vorzügen: „Das Motorrad für die höchsten Ansprüche, die schnelle und temperamentvolle NZ 500 mit dem 18,5 PS Zweizylinder-Zweitaktmotor – geschmeidig wie ein Vierzylinder-Viertakter. Eine 500er DKW mit allen Kennzeichen der fortschrittlichen NZ-Konstruktion: Zentral-Kastenrahmen, besonders geeignet für Seitenwagen-Anschluß, Viergang-Blockgetriebe mit kombinierter Hand- und Fußschaltung, Schwingsattel mit Sportkante – dazu, als bedeutsame Neuerung, die verstellbare Hinterradfederung!“
| NZ 500                | NZ 500                                                                                   |
| --------------------- | ---------------------------------------------------------------------------------------- |
| Motor                 | fahrtwindgekühlter Zweizylinder-Zweitakt-Reihenmotor mit 180° Kurbelversatz, Kickstarter |
| Steuerung             | Schlitzsteuerung                                                                         |
| Ladungswechsel        | Umkehrspülung                                                                            |
| Hubraum               | 489 cm³                                                                                  |
| Bohrung × Hub         | 64 × 76 mm                                                                               |
| Nennleistung          | 18,5 PS (13,6 kW)                                                                        |
| Vergaser              | Graetzin, Amal                                                                           |
| Schmierung            | Zweitaktgemisch 1 : 25                                                                   |
| Getriebe              | 4-Gang-Getriebe                                                                          |
| Endantrieb            | Kette                                                                                    |
| Rahmenbauart          | Pressstahl-Zentralkasten-Rahmen mit Unterzug                                             |
| Radaufhängung vorn    | Parallelogrammgabel mit Schraubenfeder, hydraulische Dämpfung                            |
| Radaufhängung hinten  | Langschwinge mit einstellbarer Teleskopfederung                                          |
| Bremsen               | Innenbacken vorn und hinten                                                              |
| Leergewicht           | 195 kg                                                                                   |
| Höchstgeschwindigkeit | 115 km/h                                                                                 |
| Stückzahl             | ca. 4.600                                                                                |